# Chironomus hirtulus
Chironomus hirtulus är en tvåvingeart som först beskrevs av Zetterstedt 1838.  Chironomus hirtulus ingår i släktet Chironomus och familjen fjädermyggor.
Artens utbredningsområde är Sverige. Inga underarter finns listade i Catalogue of Life.